# Fratele Soare, sora Lună
Fratele Soare, sora Lună (în italiană Fratello sole, sorella luna) este un film regizat în 1972 de Franco Zeffirelli. Subiectul filmului sunt anii de tinerețe ai lui Francisc de Assisi.